# Catasetum decipiens
Catasetum decipiens är en orkidéart som beskrevs av Heinrich Gustav Reichenbach. Catasetum decipiens ingår i släktet Catasetum och familjen orkidéer. Inga underarter finns listade i Catalogue of Life.